# Chiquinho
Francisco Sousa dos Santos (ur. 27 lipca 1989 w Caxias) – brazylijski piłkarz występujący na pozycji obrońcy.

## Kariera piłkarska
Od 2009 roku występował w Atlético Mineiro, Tupi, Ipatinga, Nova Iguaçu, Corinthians Paulista, Ponte Preta, Fluminense FC, Santos FC, CR Flamengo, Shonan Bellmare i Oita Trinita.